# Пустовая, Валерия Ефимовна
Вале́рия Ефи́мовна Пустова́я (род. 21 октября 1982, Москва) — российский литературный критик.
Работала заведующей отделом критики журнала «Октябрь». Преподаватель МГУ, кандидат филологических наук. Член Союза журналистов Москвы. Член Союза писателей Москвы.

## Биография
Окончила факультет журналистики МГУ им. М. В. Ломоносова, отделение литературно-художественной критики.
Начала публиковаться как журналист в 1998 году. С 2004 г. публикуется как литературный критик в толстых литературных журналах: «Новый мир», «Октябрь», «Вопросы литературы», «Знамя» и др.
С 2005 по 2019 год работала в журнале «Октябрь», первоначально редактором отдела прозы.
В феврале 2007 года была одной из участниц встречи молодых писателей с В. В. Путиным, в ходе которой заявила, что молодые люди «сейчас активно стремятся в литературу», и «порекомендовала президенту обратить внимание на печальную участь толстых журналов, а особенно на проблемы с их распространением».
Писала о прозе З. Прилепина, Д. Новикова, Р. Сенчина, Д. Гуцко, Н. Ключарёвой, А. Карасёва, А. Бабченко, С. Шаргунова, О. Славниковой, А. Иличевского, О. Павлова, В. Маканина, А. Кабакова, Е. Гришковца, П. Крусанова.
Является номинатором литературной премии «Национальный бестселлер».
Автор книги автобиографической прозы «Ода радости» (Эксмо, 2019). 
Входила в состав жюри различных премий, таких как «Русский Букер», «Лицей», премия Художественного театра.

### Критика В. Пустовой: особенности метода, жанровая специфика
Критика — это осознанное проживание искусства, — Валерия Пустовая.
Валерия Пустовая дебютировала идеалистическим эссе «Манифест новой жизни», в котором сопоставила идеи «Заката Европы» Освальда Шпенглера, романа «Кысь» Татьяны Толстой и повести «Ура!» молодого писателя Сергея Шаргунова. «Манифест» далеко выходил за рамки собственно литературной критики и был посвящён теме «возрождения России».
Дальнейшие публикации в литературных журналах закрепили за Пустовой репутацию критика, который придаёт большое значение этическому, социальному, философскому смыслу современной литературы.
В 2004 году публикует статью «Новое „я“ современной прозы: об очищении писательской личности» (2004) о проблеме общественного и духовного статуса современного писателя.
В 2005 г. выходит ещё один «манифест» Пустовой — «Пораженцы и преображенцы», — посвящённый концепции реальности в современной прозе и так называемому «новому реализму», как наиболее перспективному её направлению.

Валерия Пустовая почти одновременно (в майских номерах «Октября» и «Нового мира» за 2005 год) опубликовала две программные статьи, после чего превратилась в самого известного, самого цитируемого из молодых критиков, в признанного идеолога всё того же «нового реализма».
— Сергей Беляков
«Манифест» (позже Пустовая какое-то время развивала тему «нового реализма» и в других статьях) вызвал длительную полемику на страницах литературных изданий. Большинство высказываний были резко критическими.
Вторая, новомирская, «программная» статья Пустовой 2005 года — «Человек с ружьём: смертник, бунтарь, писатель» — послужила отправной точкой для всех дальнейших литературоведческих исследований современной военной прозы.
Анализ современных «утопии» и «антиутопии» («Скифия в серебре», 2007) даёт критику повод оценить продуктивность тех или иных социально-политических концепций, разбор критических выступлений писателей («Китеж непотопляемый», 2006) приводит к осмыслению принципов критики, а сопоставление образов пророка в современной литературе («Пророки второй оси», 2007) становится основой для разговора об авторитарности и духовном авторитете.
Такой фундаментальный подход, а также тот факт, что основным её жанром была объёмная сопоставительная, обзорная статья, дали повод увидеть в Валерии Пустовой продолжателя специфических традиций русской критики XIX века.

Молодому критику труднее заявить о себе, «прогреметь», сделать так, чтоб заметили. Пустовую заметили сразу. Ну, почти сразу. Потому что она честно работала в жанре «XIX века». Подробно, «громко», с манифестами.
— Евгений Лесин

Одно можно сказать со всей очевидностью: у нас есть такой критик — Валерия Пустовая.
— Сергей Чупринин
Захар Прилепин называл её — «ведущий молодой критик».
Является членом творческой группы независимых критиков-субъективистов, в которую входят также Анна Жучкова, Елена Сафронова, Сергей Баталов. Своим предметом исследования критики-субъетивисты определяют текст, а главной темой — человека, меняющего мир. При этом участники творческой группы «не претендуют на установление единственно верной трактовки произведения, допускают субъективность оценки и строят критический дискурс как многополярную динамическую конструкцию».

### Литературно-критическая группа «ПоПуГан»
В литературную критику пришли наиболее красивые и умные девушки России: Валерия Пустовая, Елена Погорелая и Алиса Ганиева. Это придаёт мне оптимизм и уверенность, что всё изменится к лучшему в самое ближайшее время.
— Александр Карасёв
2 октября 2009 года в московском Музее Серебряного века состоялась презентация литературно-критической группы «ПоПуГан», в которую вошли молодые критики Елена Погорелая, Валерия Пустовая и Алиса Ганиева.

## Премии
- Горьковская премия (2005);
- Премия «Дебют» в номинации «Критика» (2006);
- Премия журнала «Октябрь» (2006);
- Премии журнала «Новый мир» (2007);
- Малая Новая Пушкинская премия («За новаторское развитие отечественных культурных традиций») (2008)[40].
- Специальный приз премии «Неистовый Виссарион» «За творческую дерзость» (2024)[41].

Финалист премий «Неистовый Виссарион» и «Волга/НОС» (2020).

## Книги
- Пустовая В. Е. Толстая критика: российская проза в актуальных обобщениях. М.: РГГУ, 2012. 411 с. ISBN 978-5-7281-1286-0[42][43].

Книга, представляющая а) картину современной русской литературы, точнее — того, что кажется актуальным в ней новому поколению её профессиональных читателей; б) итог первого десятилетия работы в литературе одного из ведущих молодых критиков 2000-х. Написанного и опубликованного Валерией Пустовой за десять лет оказалось достаточно, чтобы не просто собрать репрезентативный сборник рецензий и статей, но — выстроить книгу, то есть некое связное повествование о сегодняшней русской прозе. В книге несколько разделов: «Писатель. Как вернуть вкус к жизни», «Портрет. Как не застыть в раме», «Постистория. Как жить дальше», «Сказка. Как написать чудо», «Цех. Как читать критику», «Герой. Как его воспитать», «Поколение. Как решиться на манифест» и другие; персонажи: Р. Сенчин, П. Крусанов, В. Маканин, Л. Петрушевская, И. Кочергин, В. Мартынов, З. Прилепин, Д. Быков, А. Карасёв, С. Шаргунов, О. Павлов, В. Пелевин, А. Иличевский и другие.
— Сергей Костырко

## Избранные статьи
- Пораженцы и преображенцы. О двух актуальных взглядах на реализм // Октябрь. 2005. № 5.
- Человек с ружьём: смертник, бунтарь, писатель. О молодой «военной» прозе (З. Прилепин — А. Бабченко — Д. Гуцко — А. Карасёв) // Новый мир. 2005. № 5.
- Скифия в серебре // Новый мир. 2007. № 1.
- Ракета и сапоги. Как отменяли постисторию // Октябрь. 2012. № 3.

## Интервью
Человек, выносящий приговор искусству, сам должен развивать в себе мировосприятие духовное (поднявшееся над видимостью), живое (открытое и развивающееся), цельное (умеющее находить соответствие между единой сутью и многообразными формами, способами её проявления). Лучшие культурологи, искусствоведы, критики обладали этим чутьём к живому и целому, — интересно вчитаться в художественные суждения таких разных специалистов, как, например, Шпенглер, Тынянов, Вейдле. Их отнюдь не специальные по стилю, авторски выраженные характеристики произведений искусства чутко фиксируют степень одушевлённости праха: красок, камней или букв.
— Валерия Пустовая
- Критика спасёт мир (2007).
- Захар Прилепин. Если каждый из нас преобразится — преобразится и Россия (2007).
- Я рассчитываю на непредсказуемый ход истории (2012).
- По гороскопу — критик (2012).

### В телепрограммах
- «Игра в бисер» с И. Волгиным на канале «Культура». «Евгений Замятин. „Мы“». 20.11.2012.